# Iqbal Masih
Iqbal Masih (in urdu اقبال مسیح‎?; Muridke, 1982 – Muridke, 16 aprile 1995) è stato un bambino operaio e attivista pakistano, diventato un simbolo della lotta contro il lavoro infantile.

## Biografia
Iqbal Masih nacque in Pakistan in una famiglia molto povera. A quattro anni lavorava già in una fornace, a cinque fu venduto dal padre ad un venditore di tappeti per pagare un debito che aveva contratto per i festeggiamenti del matrimonio di una delle sorelle. Qui vi sono discrepanze, poiché, secondo alcune fonti la somma era di 600 rupie, meno di 8.2 dollari americani, altre indicavano di meno, intorno a 5-6 dollari, altre arrivavano ad oltre 18. Fu quindi costretto a lavorare da 10 a 12 ore al giorno, incatenato al telaio e malnutrito, tanto da riportare un danno alla crescita.
Nel 1992 uscì di nascosto dalla fabbrica, partecipando insieme ad altri bambini a una manifestazione del Bonded Labour Liberation Front (BLLF), Fronte di liberazione del lavoro, organizzazione fondata da Eshan Ullah Khan, movimento in grado di ottenere nello stesso anno l'approvazione del Bonded Labor System Abolition Act, Legge sull'abolizione del sistema di lavoro vincolato. Ritornato nella fabbrica di tappeti, si rifiutò di continuare a lavorare malgrado le percosse. Il padrone sostenne che il debito anziché diminuire fosse aumentato di diverse migliaia di rupie, pretendendo di inserirvi lo scarso cibo dato a Iqbal, supposti errori di lavorazione, e così via. Iqbal venne aiutato da delle organizzazioni contro il lavoro minorile e riniziò a studiare.

### Attività per i diritti dei bambini
Dal 1993 iniziò a viaggiare e a partecipare a diverse conferenze internazionali, sensibilizzando nel Pakistan l'opinione pubblica sui diritti negati dei bambini lavoratori e contribuendo al dibattito sulla schiavitù mondiale e sui diritti internazionali dell'infanzia.
Alla fine del 1994 si recò a Stoccolma, partecipando a una campagna di boicottaggio dei tappeti pakistani volta a mettere pressione sulle autorità di Islamabad.
Nel dicembre del 1994, presso la Northeastern University di Boston, ricevette il premio Reebok Human Rights Award. Vista la giovanissima età venne creata una categoria apposita: Youth in Action, ovvero Gioventù in azione.
Nel frattempo, sia per la pressione internazionale che per l'attivismo locale, le autorità pakistane presero una serie di provvedimenti, tra i quali la chiusura di decine di fabbriche di tappeti, salvando migliaia di bambini dalla schiavitù. Nel febbraio 1995 partecipò ad un incontro tra i rappresentanti del BLLF e dell'industria dei tappeti, su invito del giornale The Nation, in cui il confronto raggiunse toni duri.

### La morte
Le testimonianze circa gli avvenimenti dell'ultima giornata della sua vita, il 16 aprile 1995, giorno di Pasqua, sono in buona parte imprecise e contraddittorie. Due cugini che lo accompagnavano, Faryad e Lyakat, riferiscono che ad un certo punto, nel tardo pomeriggio, Iqbal non prese l'autobus che doveva portarlo nella capitale allontanandosi con loro in bicicletta. Il dodicenne venne colpito alla schiena da Ashraf Hero, un eroinomane in visita a parenti nel villaggio di Muridke.
Secondo il rapporto della polizia e la testimonianza iniziale dei cugini, uno dei quali fu ferito nella sparatoria in cui Iqbal Masih venne ucciso, ad assassinarlo fu un lavoratore agricolo, a seguito di una breve lite. Il BLLF però accusò subito dell'accaduto la "mafia dei tappeti". Un rapporto pubblicato il mese dopo da un noto gruppo indipendente di difesa dei diritti umani, la Human Rights Commission of Pakistan, la Commissione per i Diritti Umani del Pakistan, affermò tuttavia che non vi era alcuna evidenza che dietro la morte di Iqbal vi fosse l'industria dei tappeti. A distanza di tempo permangono diversi dubbi sull'accaduto. Anche i due cugini poche settimane dopo ritrattarono la loro testimonianza iniziale.
A seguito della sua morte, il tema del lavoro minorile, in special modo nell'industria pakistana dei tappeti, ha ricevuto ancora maggior attenzione, rendendo Iqbal un vero e proprio simbolo di tale causa.

## Riconoscimenti
Una scuola superiore di Quincy, in Massachusetts, dove aveva tenuto un discorso nel dicembre 1994, organizzò subito dopo la sua morte una raccolta di fondi, che ha permesso l'istituzione di una scuola a Kasur. Nel mondo occidentale gli vennero intitolate diverse scuole, parchi, giardini, vie e piazze. Nel messaggio di fine anno del 31 dicembre 1997, il presidente della Repubblica Italiana Oscar Luigi Scalfaro ricordò il grande sacrificio di Iqbal Masih. Nel 2000 ricevette alla memoria il premio World's Children's Prize per i diritti dei bambini.

## Nei media
- Storia di Iqbal (2001), romanzo di Francesco D'Adamo ispirato alla vicenda
- Iqbal (1998), film di Cinzia TH Torrini ispirato alla vicenda di Iqbal
- Iqbal - Bambini senza paura (2015), film di animazione diretto da Michel Fuzellier e liberamente ispirato alla sua vita